# CPI Motor Company
Pour les articles homonymes, voir CPI.

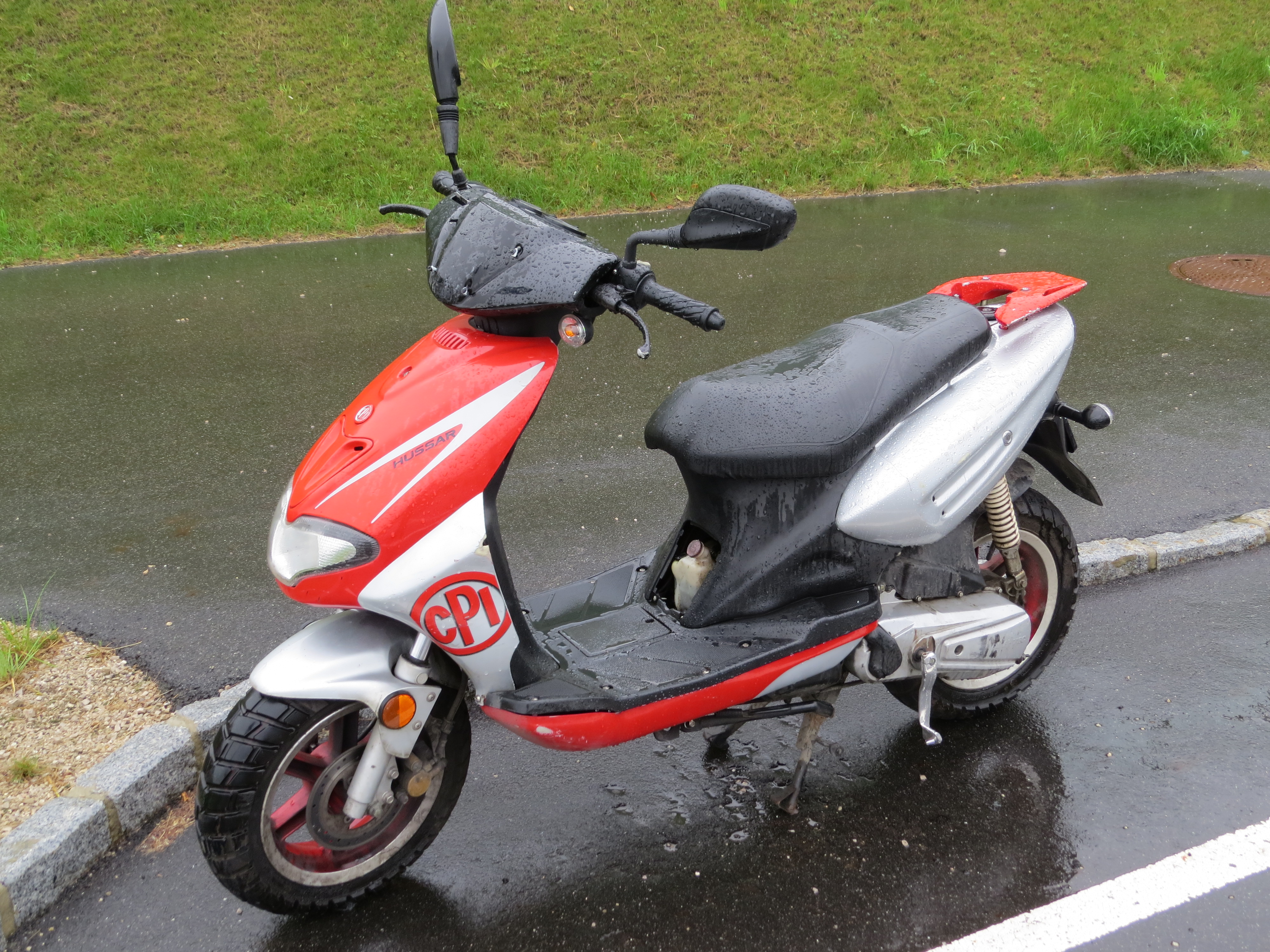
CPI Hussar (2017)

CPI Motor Company (Collaboration Professional Innovation) est un conglomérat de sociétés taïwanaises de fabrication et d'assemblage de véhicules à moteur et leurs pièces de structure du type scooter, vélomoteur et quad (VAT).

## Histoire
La société a été créée en 1991 sous le nom de « CPI group », la volonté du groupe étant de réunir les différents acteurs qui composent les chaines d'assemblage en une seule entité afin de répondre aux besoins du marché international. En 1999, la société « Ming Chi Enterprise Co. » rejoint le groupe, pour la partie cycle.
Durant l'année 2002, la structure « CPI Chine » est créée sous l'enseigne « CPI Motor Company ». Elle est destinée à fabriquer pour l'Amérique du Nord, l'Europe de l'Ouest et le Moyen-Orient. L'ensemble du groupe acquiert la certification ISO 9001:2000 pour garantir la qualité des produits fabriqués.
Un mémorandum d'entente est signé, à Kuala Lumpur, avec le conglomérat malaisien « Naza group » en 2003. Une collaboration étroite est établie afin de vendre des cyclomoteurs sous la marque « Naza » avec les lubrifiants « Naza NTech ».
Au cours de l'année 2004, la société américaine « JAG Powersports » est rachetée. En évitant les frais d'un concessionnaire, les droits d'exploitations permettent de diffuser les produits sous le nom de « JAG ». Durant cette période la production totale des usines est d'environ 70 000 unités par mois dont les principaux clients se trouvent en Europe et en Asie.
Une filiale spécialisée dans la manufacture est créée, le 1er juin 2005, sous le nom de « Taiwan CPI Motor Company Limited ».
Du fait d'un ralentissement mondial des ventes, la société « JAG Powersports » est cédée à l'entreprise « Martin Racing Performance » en 2009,. Cette dernière reprend l'actif des stocks du groupe CPI puis l'étend vers l'Europe (Allemagne, Angleterre, Autriche, Pologne et Suisse) et maintient la concession sur le territoire américain,.
La société française « Dip » obtient le label d'importateur de 2011 à 2013 et contribue à l'élaboration d'un modèle : « Astor » du style retro pour le marché national,.

## Sites de production
- CPI Chine[18] est situé dans la ville de Qingyuan (Guangdong). Suivant les commandes, cette usine peut employer de 101 à 500 personnes et générer un chiffre d'affaires de 50 à 100 millions de dollars[5]. En 2009, cette usine fabriquait 30 000 machines par mois[7].
- CPI Malaisie est sur le site de l'entreprise publique « Modenas », situé à Gurun (en) (Kedah). Lors de la signature de la collaboration, 5 000 unités sont fabriquées par an avec une projection rapide vers 10 000 à 15 000 cyclomoteurs[2],[19],[7].
- CPI Taiwan est situé dans les mêmes locaux que la maison mère sur le district de Dali (Taichung)[1]. Cette usine produit 10 000 cyclomoteurs par mois[7].
- CPI USA a été opérationnelle de l'année 2004 à 2009 puis est devenue une structure de pièces détachées[11].

## Représentations commerciales

### Salons
Depuis sa création le conglomérat « CPI Motor Company » a présenté de nombreux salons dans le monde :
- 2003 : Le salon de la moto de Milan (EICMA) en Italie ;
- 2004 : L'exposition internationale de moto en Allemagne (IMOT Munich)[21] et Las Vegas BikeFest[22] aux États-Unis ;
- 2005 : Le salon de l'« Indiana Motorcycle Expo »[23] aux États-Unis et le salon de la moto de Milan (EICMA) en Italie ;
- 2006 : Le salon de l'« Indiana Motorcycle Expo » aux États-Unis et le salon commercial de la motocyclette (MotoMadrid)[24] en Espagne ;
- 2007 : Le salon de la moto de Milan (EICMA)[25] ;
- 2008 : Le salon Intermot[26] de Cologne en Allemagne ;
- 2010 : Le salon Intermot de Cologne et la foire d'import-export de Chine (Canton Fair)[27] dans la ville de Guangzhou.

### Concessionnaires et représentants
Sans être exhaustive ou officielle, émanant du groupe « CPI Motor Company », cette énumération s'appuie sur des sources notables en lien direct avec la société mère.
- Aux États-Unis, en Floride, le représentant officiel de pièces détachées est la société « Martin Racing Performance »[11].
- Aux Philippines à Caloocan, le groupe « CPI Taïwan » est distribué aux travers de la société « Sinsky »[28].
- Pour l'Europe, depuis 2009, l'importateur de « CPI Motor Europe »[29] est la société « Hans Leeb Zweirad Handels »[30] basée à Wolfsberg (Autriche).
- Pour l’Arabie saoudite, le conglomérat « CPI Motor Company » est représenté par la société « Jinan Trading Company »[31],[32].

Les autres indications sont des représentations de courtiers ou négociants n'ayant pas de formes contractuelles officielles, si ce n'est par tradition, une remise commerciale en fonction du volume en commande auprès de fournisseurs.

## Gamme et produits
La gamme des produits, non exhaustive, du conglomérat « CPI Motor » se décline sous cinq formes différentes :
- Gamme scooter : Popcorn, Hussar, Oliver, Oliver city, Oliver sport, Oliver 125, Aragon, Aragon GP50, Aragon 125, Vgo, GTR 50/150, GTR 180, Bravo 50/125 GTR 250i/300i coming soon! et X-Large 125/250i/300i ;
- Gamme enduro : SM/SX 50 et SM 125/200/250 ;
- Gamme club : XR 125/150/250, Vogue 50/125 et EFI 150 ;
- Gamme quad (VAT) : ATV 50/90/100 single headlight, ATV 50/90/100 twin headlight, ATV 150, ATV 250, Mini ATV hummie 50, Mini ATV flash 50, XS 250 et ATV 50/90/100 ;
- Gamme cyclomoteur : Mine RV 50/70/110, BD 110 et LT 125-H.

Des modifications de caractéristiques techniques ou d'appellation de produit, suivant les pays, pouvant être apportées aux différents modèles sans indications de préavis. Il est recommandé de se référer aux notices du constructeur ou des fournisseurs agréés,.

### Particularités mécaniques
Parmi les scooters les plus vendus ou populaires des amateurs,, les modèles : Hussar, Oliver et Pop-Corn sont équipés du moteur « QMB 139 »,. Ce dernier existe en deux variantes, l'une étant originaire de son créateur et fournisseur Minarelli et l'autre étant un modèle modifié aux caractéristiques mécaniques incompatibles entre eux,. Le tout faisant que sous la même appellation et dénomination, il apparait deux produits coexistants aux caractéristiques différentes dont l’ambiguïté est grandissante lors de la commande de pièces d'entretien et/ou de maintenance,.